# Corelli Barnett
Corelli Douglas Barnett, CBE (* 18. Juni 1927 in Norbury, County Borough of Croydon; † 10. Juli 2022 in East Carleton bei Norwich) war ein britischer Militärhistoriker, der auch über den Niedergang Großbritanniens als Industrienation gearbeitet hat.

## Werdegang
Barnett besuchte die Whitgift Middle School in Croydon, die 1954 in Trinity School of John Whitgift umbenannt wurde. Er studierte Geschichte am Exeter College zu Oxford und schloss seine Studien 1954 mit dem Magister Artium ab.
Er war Fellow des Churchill College zu Cambridge. Von 1977 bis 1995 war er Leiter des Churchill Archives Centre. Er war auch Fellow der Royal Society of Literature und der Royal Historical Society. 1973 bis 1985 war er Mitglied des Council of the Royal United Services Institute for Defence Studies. Er wurde 1997 zum Commander des Order of the British Empire ernannt.

## Werke

### Werke
- The Hump Organisation (1957)
- The Channel Tunnel (mit Humphrey Slater/1958)
- The Desert Generals (1960). A study of O'Connor, Alan Cunningham, Ritchie, Auchinleck and Montgomery.
- The Swordbearers: Supreme Command in the First World War (1963). A study of Moltke, Jellicoe, Pétain and Ludendorff.
- The Battle of El Alamein (1964)
- Britain and Her Army, 1509–1970 (1970)
- The Collapse of British Power (1972)
- The First Churchill: Marlborough, Soldier and Statesman (1974)
- Strategy and Society (1976)
- Human Factor and British Industrial Decline: An Historical Perspective (1977)
- Bonaparte (1978)
- The Great War (1979)
- The Audit of War: The Illusion and Reality of Britain as a Great Nation (1986)
- Engage the Enemy More Closely: The Royal Navy in the Second World War (1991)
- The Lost Victory: British Dreams and British Realities, 1945-50 (1995)
- The Verdict of Peace: Britain between her Yesterday and the Future (2001)
- Post-conquest Civil Affairs: Comparing War's End in Iraq and in Germany (2005)

### Internet
- The Wasting of Britain's Marshall Aid BBC History, 17 June 2005